# The Troubles of a House Agent
The Troubles of a House Agent è un cortometraggio muto del 1908 diretto da Lewin Fitzhamon.

## Trama
Un agente immobiliare e i suoi clienti sono spazzati via da un'inondazione.

## Produzione
Il film fu prodotto dalla Hepworth.

## Distribuzione
Distribuito dalla Hepworth, il film - un cortometraggio - uscì nelle sale cinematografiche britanniche nel maggio 1908.
Si conoscono pochi dati del film che, prodotto dalla Hepworth, fu distrutto nel 1924 dallo stesso produttore, Cecil M. Hepworth. Fallito, in gravissime difficoltà finanziarie, il produttore pensò in questo modo di poter almeno recuperare il nitrato d'argento della pellicola.